# Sirup

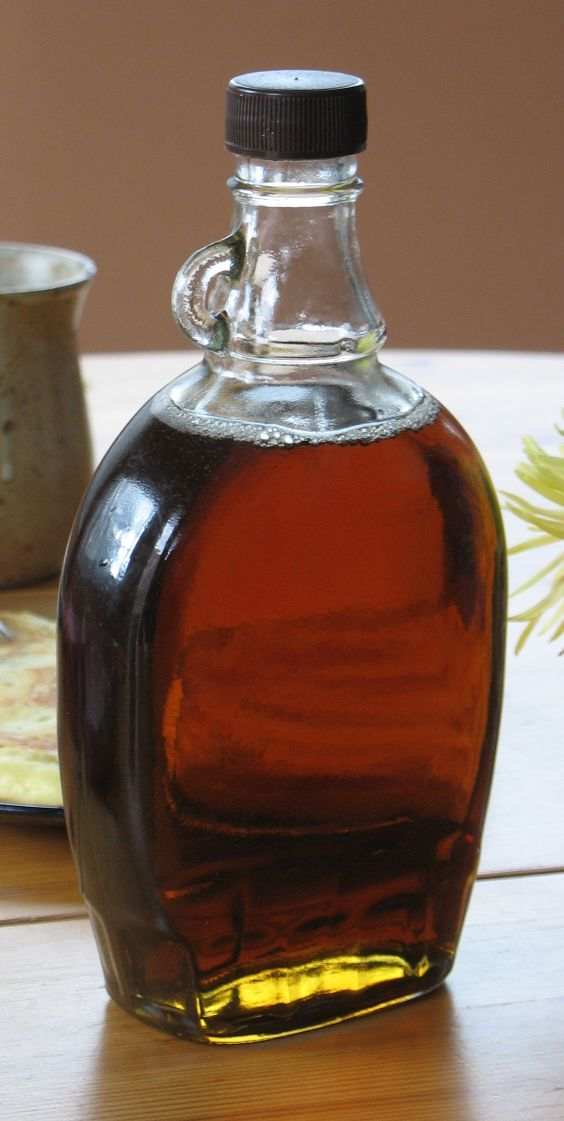
Eine Flasche Ahornsirup

Sirup (von arabisch شراب šarāb ‚Trank‘ über mittelhochdeutsch syrop und mittellateinisch siropus, sirupus (später auch syrupus) ‚(eingekochter) Zuckersaft; zuckerhaltiger, dickflüssiger Heiltrank‘) ist eine dickflüssige, konzentrierte Lösung (Konzentrat), die durch Kochen und andere Techniken aus zuckerhaltigen Flüssigkeiten wie Zuckerwasser, Zuckerrübensaft, Fruchtsäften oder Pflanzenextrakten gewonnen wird. Durch seinen hohen Zuckergehalt ist er unter Luftabschluss auch ohne Kühlung lange haltbar. Sirup wird für Getränke, Süßspeisen und als Arzneiform verwendet, auch – besonders der Zuckerrübensirup – als Brotaufstrich sowie Teigzusatz zum Süßen und Färben beim Kochen oder Backen (siehe: Soße, Braune Kuchen, Roggenbrot/Vollkornbrot).
Zur Herstellung von Fruchtsirup kocht man die Früchte mit etwas Wasser und entsaftet sie so. Die gesiebte Flüssigkeit wird mit Zucker vermischt, erneut aufgekocht und anschließend in heiß ausgespülte Flaschen gefüllt (siehe Einkochen). In Deutschland waren bis in die 1970er-Jahre kommerziell hergestellte Fruchtsirupe zum Mischen mit Wasser oder Sodawasser beliebt, kamen dann jedoch weitgehend außer Gebrauch. Die bekannteste Marke war Tri Top. Im Zuge der Verbreitung der Trinkwassersprudler wuchs auch wieder das Angebot an Sirup.
Im Handel erhältlicher Himbeer- oder Waldmeistersirup (besonders als Zusatz für Berliner Weiße bekannt) wird in den meisten Fällen aus konzentrierter Zuckerlösung, Aroma- und Farbstoffen hergestellt – es handelt sich also nicht um Fruchtsirup.
Sirupähnliche Substanzen kommen auch natürlich vor, wie z. B. Honig.
In der Lebensmittelindustrie spielen Sirups vor allem als kalt hergestellte Saftkonzentrate (Dicksaft) eine wichtige Rolle. Dabei ist weniger die Haltbarkeit von Bedeutung als das reduzierte Gewicht beim Transport. So wird etwa Orangensaft international fast ausschließlich als Sirup gehandelt (Orangensaftkonzentrat) und erst vor dem Abfüllen mit Wasser auf die ursprüngliche Konzentration verdünnt. Weiter wird Glukosesirup, eine enzymatisch oder chemisch aus kohlenhydratreichen Pflanzen wie Mais, Kartoffeln oder Weizen gewonnene konzentrierte Zuckerlösung, häufig als Ersatz für den teureren Rüben- oder Rohrzucker verwendet.
Vor allem im Mittelalter und in der Frühen Neuzeit wurden verschiedenste Sirupe (etwa Sirupus acetosus, Sirupus contra omnem fluxum ventris, Sirupus de fumo terre, Sirupus de papavere, Sirupus Galeni, Sirupus rosatus und Sirupus violatus), zum Beispiel als abführend oder bei Durchfall wirkende, verdauungsfördernde, das Säftegleichgewicht im Körper verändernde oder belebende Arzneimittel eingesetzt.
Diverse Sirups wie Läuterzucker und Grenadine werden als Limonadengrundstoff und zum Mixen von Cocktails verwendet. Der in Cocktails häufig verwendete Lime Juice Cordial unterscheidet sich dabei von Limettensirup durch den geringeren Zuckergehalt.
Bekannte Anbieter industriell gefertigter Sirups sind Monin, Giffard, Anton Riemerschmid, Tri Top und Fabbri.

## Spezielle Arten
- Obstsirup: Apfelkraut, Birnenkraut
- Zuckerrübensirup (Rübenkraut und andere Bezeichnungen)
- Agavensirup
- Ahornsirup
- Sirupus Simplex
- Wipfelhonig – eine Art Sirup, der mit Tannen- oder Fichtentrieben hergestellt wird
- Melasse – Zuckersirup
- Dinkelsirup
- Löwenzahnsirup
- Reissirup
- Weizensirup
- Maissirup
- Kartoffelsirup
- Malzsirup bzw. Malzextrakt
- Rob oder Roob: durch Einkochen von Früchten oder Pflanzenteilen gewonnenes Präparat ohne Zuckerzusatz[8][9]
- Grenadinensirup